# Таунсенд, Фрэнсис
Фрэ́нсис Мэ́ри «Фрэн» Фра́гос-Та́унсенд (англ. Frances Mary «Fran» Fragos Townsend; род. 28 декабря 1961, Минеола, Нью-Йорк, США) — американский политик-республиканец, бывший советник президента США по внутренней безопасности (2004—2008), а также телеперсона. Возглавляла Совет внутренней безопасности и была подотчётна президенту США Джорджу Бушу-младшему касательно политики внутренней безопасности и контртерроризма. Ранее занимала посты заместителя помощника Президента США и заместителя советника президента США по национальной безопасности Кондолизы Райс в борьбе с терроризмом. С 2008 года является постоянным сотрудником телеканала CNN в качестве эксперта по вопросам противодействия терроризму, национальной и внутренней безопасности. Является также президентом некоммерческой общественной организации «Counter Extremism Project», ведущей борьбу с экстремистскими группировками.
В 2016 году, после победы республиканца Дональда Трампа на президентских выборах, была одним из претендентов на пост директора Национальной разведки.
В мае 2017 года, после отстранения Джеймса Коми от должности директора ФБР, была кандидатом на этот пост.
Лауреат Почётной медали острова Эллис (2019).

## Биография
Родилась 28 декабря 1961 года в Минеоле (Нью-Йорк, США) в семье грека и ирландки Джона и Дороти Фрагос. Отец Фрэнсис был кровельщиком и владел компанией «Fragos Construction», а мать — офис-менеджером в строительной компании «Ace Carpentry Contractors». Выросла в Уанто (Лонг-Айленд, Нью-Йорк), и была первой в своей семье, окончившей среднюю школу. Родители, полные решимости дать своему единственному ребёнку высшее образование, не были в состоянии его оплачивать. Фрэнсис скопила деньги за счёт курса ускоренного обучения, а также работая официанткой и комендантом в студенческом общежитии.
В 1982 году «с почётом» окончила Американский университет, получив степень бакалавра гуманитарных наук (B.A.) в области политологии и бакалавра естественных наук (B.S.) в области психологии.
В 1984 году окончила юридический факультет Сан-Диегского университета, получив степень доктора права (J.D.).
В 1986 году посещала лекции в Британском институте международного и сравнительного права в Лондоне (Великобритания).

## Карьера
В 1985 году начала свою карьеру, работая помощником окружного прокурора в Бруклине (Нью-Йорк).
В 1988 году стала работать в канцелярии федерального прокурора США по Южному округу штата Нью-Йорк, должность которого в то время занимал Рудольф Джулиани.
В 1991 году работала в управлении генерального прокурора, оказывая содействие в создании отдела международных программ, предшественника исполнительного управления национальной безопасности.
В декабре 1993 года Таунсенд начала работать в отделе по уголовным делам, где служила в качестве руководителя аппарата помощника генерального прокурора, сыграв решающую роль в разработке международных учебных программ и программ по вопросам верховенства права.
В 2001—2003 годах служила в Береговой охране США в качестве помощника начальника по разведке, а также в министерстве юстиции США при Джанет Рено, включая должность советника Генерального прокурора США по вопросам политики разведки в администрации Джорджа У. Буша.
Занимала должность председателя совета директоров некоммерческой профессиональной общественной организации «Intelligence and National Security Alliance». На этом посту её сменил 1-й Директор Национальной разведки (2005—2007) Джон Негропонте.
В мае 2007 года Таунсенд получила назначение на должность координатора по вопросам национальной преемственности в рамках Президентской директивы по национальной безопасности 51.
Является членом консультативного совета некоммерческой организации «Partnership for a Secure America» в Вашингтоне (округ Колумбия), занимающейся поиском новаторских бипартийных подходов для решения актуальных критически важных проблем в сферах национальной безопасности и внешней политики, членом Совета по международным отношениям, Трёхсторонней комиссии, попечителем Центра стратегических и международных исследований, исполнительным вице-президентом диверсифицированной холдинговой компании «MacAndrews & Forbes», а также входит в состав руководящего совета ежегодного саммита «Concordia», целью проведения которого является поощрение и укрепление государственно-частного партнёрства.
Является членом совета директоров некоммерческих организаций «Представители бизнеса за национальную безопасность» и «Bipartisan Policy Center».
С 2010 года является членом совета директоров компании «Scientific Games», предоставляющей игровые продукты и услуги лотерейным и игровым организациям по всему миру.
С 27 августа 2013 года занимает посты внешнего директора и председателя комитета по вопросам соблюдения, а также является членом комитета по вопросам корпоративного управления и публичнной политики компании «Western Union». С 20 декабря этого же года является внешним директором и председателем комитета по вопросам корпоративной ответственности, а также членом исполнительного и компенсационного комитетов горнодобывающей компании «Freeport-McMoRan».
В марте 2021 года Таунсенд перешла в Activision Blizzard на должность исполнительного вице-президента по корпоративным вопросам, корпоративного секретаря и главного специалиста по соблюдению нормативно-правового соответствия, чтобы курировать государственные вопросы, общественную политику и коммуникации. Во время работы на посту исполнительного вице-президента Activision Blizzard в открытом письме, подписанном более чем 2 000 сотрудников, содержался призыв к Таунсенд "сдержать свое слово и уйти с поста исполнительного спонсора женской сети сотрудников АБК" из-за ее критического ответа на иск Калифорнийского департамента справедливого трудоустройства и жилья. Позже стало известно, что письмо написал генеральный директор Activision Blizzard Бобби Котик, а не Таунсенд.

## Спор
В марте 2012 года была опубликована статья американского журналиста Гленна Гринвальда, озаглавленная «Вашингтонские высокопоставленные пособники террористов», в которой автор писал о том, что Таунсенд оказывала поддержку признанной Государственным департаментом США террористической организации «Моджахедин-э Халк». Гринвальд обвинил Таунсенд в лицемерии за её участие в телевизионной программе новостей «The Situation Room with Wolf Blitzer» на телеканале CNN, в которой она дала высокую оценку вынесенному в июне 2010 года решению Верховного суда США по делу «Holder v. Humanitarian Law Project», касающегося запрета на оказание материальной поддержки иностранным террористическим организациям согласно федеральному закону «USA PATRIOT».

## Личная жизнь
С 8 октября 1994 года замужем за адвокатом Джоном Таунсендом, в браке с которым имеет двоих сыновей.